# جورج مارفن واتسون
جورج مارفن واتسون (بالإنجليزية: W. Marvin Watson)‏‏ (6 يونيو 1924 - 26 نوفمبر 2017) هو سياسي من الولايات المتحدة الأمريكية.
وهو عضو في الحزب الديمقراطي الأمريكي.

## التعليم
تعلم في جامعة بايلور.